# デビッド・ラメルハート
デビッド・エヴァレット・ラメルハート（David Everett Rumelhart, 1942年6月12日 - 2011年3月3日）は、アメリカの認知心理学者でニューラルネットワークの研究者。ルーメルハートとも表記される。

## 経歴
1963年サウスダコタ大学卒業後、1967年にスタンフォード大学から心理学のPh.D.取得。同年からカリフォルニア大学サンディエゴ校で教職に就き、1989年からスタンフォード大学の教授を務めた。ニューラルネットワークの研究、特にバックプロパゲーションと、ジェームズ・マクレランドらとともに提唱したPDPモデルが知られる。
ニーマン・ピック病を患い、1998年にスタンフォード大学から退職。
2001年に「人間の認知の理論的基礎への貢献を称えるデビッド・Ｅ・ラメルハート賞」がラメルハートの業績を称えて創設された。

## 文献
1. ↑  Rumelhart, David E.; Hinton, Geoffrey E., Williams, Ronald J. (8 October 1986). “Learning representations by back-propagating errors”. Nature 323 (6088):  533–536. doi:10.1038/323533a0.
2. ↑  https://cognitivesciencesociety.org/rumelhart-prize/